# Jacob Block
Jacob Reyersz. Block (Gouda, 1598/1599 - Sint-Winoksbergen, in of na 1646) was een Nederlands schilder, wiskundige en landmeter.
Block, zoon van Reynier Bouwensz. en Grietje Jacobsdr, werd volgens de Goudse geschiedschrijver Ignatius Walvis geboren in het huis met ‘de hellebaarden’ in de Groenendaal te Gouda. Al op jonge leeftijd vertrok hij, volgens Walvis, naar Italië, waar hij in Rome verbleef. Hij trad in dienst bij de koning van Polen als wiskundige en vestingbouwer. Jaloerse Poolse edelen veroorzaakten zijn vertrek uit Polen.
Volgens Walvis zou de schilder Peter Paul Rubens bij zijn bezoek aan Gouda Jacob Block de ’alleruitstekendste’ schilder van het land genoemd hebben. Arnold Houbraken nuanceerde dit oordeel, volgens hem zou Rubens vooral de kunde van Jacob Block betreffende perspectief en architectuur geroemd hebben.
In Gouda maakte hij zich ook verdienstelijk als landmeter en tekende er diverse landkaarten. Van zijn schilderijen is waarschijnlijk niets bewaard gebleven. Twee van zijn schilderijen zijn beschreven in de collectie Brabeck te Hildesheim.
In 1643 trad hij in dienst bij Leopold Willem van Oostenrijk, de latere stadhouder van de Zuidelijke Nederlanden. Jacob Block raakte gewond in de omgeving van Sint-Winoksbergen, nabij Duinkerken in Noord-Frankrijk, doordat zijn paard bij het rijden over een plank gestruikeld was. Hij overleed aan deze verwondingen. Andere bronnen (Johann Heinrich Füssli) vermelden dat hij met paard en al in het water was gevallen en verdronken. Block werd in de kerk van de Predikheren te Sint-Winoksbergen begraven.

## Trivia
In 1626 was Jacob Block kennelijk in financiële problemen geraakt. Hij kon de plaatselijke belasting in Gouda niet betalen en als straf werden de deuren uit zijn huis gehaald en naar het stadhuis gebracht. Block pikte dat niet en haalde met geweld zijn eigendommen weer terug.